# انریکو گارتلی
انریکو گارتلی (انگلیسی: Enrico Garzelli؛ ۲۴ ژوئیه ۱۹۰۹ – ۱۶ ژوئیهٔ ۱۹۹۲) قایقران روئینگ اهل ایتالیا بود.
وی در مسابقات کشوری و بین‌المللی در مجموع برندهٔ ۲ مدال طلا، ۵ مدال نقره، ۱ مدال برنز شده‌است.